# Irina Koržanenko
Irina Nikolajevna Koržanenko (rusko Ирина Николаевна Коржаненко), ruska atletinja, * 16. maj 1974, Azov, Sovjetska zveza.
Nastopila je na poletnih olimpijskih igrah v letih 1996 in 2004, ko je osvojila zlato medaljo v suvanju krogle, ki ji je bila odvzeta zaradi dopinga, leta 1996 je bila osma. Na svetovnih dvoranskih prvenstvih je osvojila zlato in bronasto medaljo, srebrna medalja iz leta 1999 ji je bila odvzeta zaradi dopinga, na evropskih prvenstvih zlato in bronasto medaljo, na evropskih dvoranskih prvenstvih pa zlato medaljo. 